# Trichophoropsis coscaroni
Trichophoropsis coscaroni là một loài ruồi trong họ Tachinidae.